# Anisophyllea guianensis
Anisophyllea guianensis är en tvåhjärtbladig växtart som beskrevs av Sandw. Anisophyllea guianensis ingår i släktet Anisophyllea och familjen Anisophylleaceae. Inga underarter finns listade i Catalogue of Life.